# クアンユエン県
クアンユエン県（ベトナム語：Huyện Quảng Uyên / 縣廣淵?）は、ベトナム社会主義共和国カオバン省にかつて存在した県。面積は385.11 km²、人口は43,000人（2018年）であった。

## 概要
2020年2月11日にフックホア県と合併してクアンホア県が新設された。

## 行政区画
1市鎮16社から構成されていた。